# Thaszoszi Philiszkosz
Thaszoszi Philiszkosz (1. század előtt) görög író

## Élete
idősebb Plinius tesz említést róla, mint nagy tekintélyű méhészről és méhészeti íróról a „Historia Naturalis” 11. könyvében. Ugyanő említi néhány művének címét is, amelyek azonban elvesztek.